# 黃愷元
黃愷元（1884年—1923年），字葆蒼，號寶昌，湖北宜昌人，祖籍江西吉水，清末民初革命人士。

## 早年經歷
黃愷元家族經營「黃大順」花紗布和金錢莊。光緒二十八年（1902年），他前往日本，進入陸軍士官學校學習，結識了孫中山、黃興等人，於是支持反清活動，1905年加入同盟會，成為黃興提拔的「丈夫團」成員。

## 辛亥革命與二次革命
辛亥革命爆發後，黃愷元輔佐黃興。二次革命期間黃愷元參與反袁世凱，擔任江蘇省討袁軍總司令部參謀長。

## 海外流亡與反袁
二次革命失敗後，黃愷元與黃興等人逃亡日本，並化名田中龍，在東京繼續尋求反袁機會。期間，他與黃興進行了多次討論。黃愷元和陳裕時等人遊歷歐洲，考察各國軍事和政治體制。護國戰爭期間，黃愷元回國，並且來到長沙勸說湯薌銘反袁。

## 晚年
黃愷元於1920年剃髮為僧，法名傳心，號大慈，修行禪宗。其後，他退至杭州西湖南山，創建了淨梵寺並專心修行。他在1923年秋病逝，享年39歲。